# 松本めぐみ
松本 めぐみ（まつもと めぐみ、1947年2月9日 - ）は、日本の元女優。夫は俳優の加山雄三。本名：池端 美恵子（旧姓・松本）。身長158cm（1966年11月）。

## 来歴・人物
大阪府生まれで東京都育ち（東京都生まれとすることもある）。日本音楽高等学校卒。高校在学中にCMソングのコンテストで入選し、松下電器のCMガールとなり芸能界入りする。
1964年、TBSのドラマ『七人の孫』『さぼてん』などの出演を機に東宝テレビ部と契約する。以後、女優として映画・テレビで活躍した。1966年にレギュラー出演した『これが青春だ』の小野雪子等が主な代表作だった。
1970年9月4日、『エレキの若大将』（1965年）で共演した加山とロサンゼルスで結婚、それを機に芸能界を引退した。4人の子供の母であり、俳優の加山徹は次男、料理研究家（元タレント）の梓真悠子は長女、女優の池端えみは次女である。
引退後も、加山や家族と共にCMやトーク番組などに出演している。

## 出演作品

### 映画
- エレキの若大将（1965年12月19日、東宝）
- お嫁においで（1966年11月20日、東宝）
- 落語野郎 大馬鹿時代（1966年11月20日、東宝）
- 石中先生行状記（1966年12月7日、東宝）
- ドリフターズですよ!前進前進また前進（1967年10月28日、東宝＝渡辺プロ）
- 日本一の断絶男（1969年11月1日、東宝）
- 社長繁盛記（1968年1月14日、東宝）
- 続・社長繁盛記（1968年2月24日、東宝）
- ザ・タイガース 世界はボクらを待っている（1968年4月10日、東宝）
- 年ごろ（1968年7月13日、東宝）
- 砂の香り（1968年10月23日、東宝）
- 娘ざかり（1969年12月6日、東宝）
- 女の警察 乱れ蝶（1970年7月11日、日活）

### テレビ
- ズバリ!当てましょう（第1期）（1961年4月‐1972年2月、CX） - 司会アシスタント（1970年まで）
- 七人の孫（1964年1月‐7月、TBS）
- さぼてん（1964年10月‐1965年2月、TBS）
- 光る海（1965年2月‐5月、TBS）
- 青春とはなんだ 第37話「あの標的を狙え」（1966年10月9日、NTV / 東宝） - 小島君子
- 遊撃戦 第4話「見えざる敵」（1966年11月2日、NTV / 東宝）
- これが青春だ（1966年11月‐1967年10月、NTV / 東宝） - 小野雪子　※レギュラー
- 桃太郎侍 第8話～第10話、第21話（1967年11月‐1968年4月、NTV / 東宝） - 旅役者・市川小春
- 平四郎危機一発 第10話「白い炎」（1967年12月9日、TBS / 国際放映）
- 太陽野郎 第15話「頑張れ!じゃじゃ馬」（1968年2月24日、NTV / 東宝）
- 東京バイパス指令 第1話「花火の罠」（1968年11月8日、NTV / 東宝）　※メインゲスト
- 右門捕物帖 第9話「浮世絵三人娘」（1969年11月30日、NTV / 東宝）
- オドロキ桃の木騒動記（1970年4月‐5月、NTV / 東京映画）
- ザ・ガードマン（TBS / 大映）
  - 第273話「怪談・ミイラ墓の幽霊」（1970年6月26日）
  - 第287話「チエミのモーレツ女課長を殺せ!」（1970年10月2日）　※江利チエミと共演
- 大坂城の女 第34話「呪いの鼓」（1970年8月22日、KTV / 東映）
- 銭形平次 第233話「恋文悲願」（1970年10月21日、CX / 東映）

### CM
- JR東日本「フルムーン」

## 音楽

### シングル
- 愛のくちづけ／スプーン一杯の恋 （1969年5月、キングレコード）
作詞：西川ひとみ、作曲：小川寛興、編曲：森岡賢一郎

### アルバム
- 信じよう若さを／遠くから （1966年12月、『これが青春だ』V.A キングレコード に収録）
作詞：岩谷時子、作曲・編曲：いずみたく
  - 2007年12月25日発売のCD『これが青春だ〜青春ドラマテーマソング大全』（キングレコード KICS1351）にも収録。